# Supercopa de Italia 2005
La Supercopa de Italia 2005 fue la 18.ª edición de la competencia, que enfrentó al ganador de la Serie A 2004-05, la Juventus de Turín contra el campeón de la Copa Italia 2004-05, el Inter de Milán. El partido se disputó el 20 de agosto de 2005 en el Estadio de los Alpes en Turín.
El Inter el partido con resultado de 1-0 después el periodo suplementario gracias al goles de Juan Sebastián Verón. Durante el encuentro se dieron protestas de parte del equipo blanquinegro por un gol anulado cerca del final del primer tiempo a David Trezeguet por un fuera de juego que se reveló inexistente.

## Equipos participantes
| Juventus FC          |  |  |  | Campeón de la Serie A 2004-05     |
| F. C. Internazionale |  |  |  | Campeón de la Copa Italia 2004-05 |

### Ficha del partido
| 12         | POR        | Antonio Chimenti   |      |
| 17         | DEF        | Jonathan Zebina    | 111' |
| 6          | DEF        | Robert Kovač       |      |
| 28         | DEF        | Fabio Cannavaro    |      |
| 19         | DEF        | Gianluca Zambrotta |      |
| 16         | MED        | Mauro Camoranesi   | 73'  |
| 4          | MED        | Patrick Vieira     |      |
| 8          | MED        | Emerson            |      |
| 11         | MED        | Pavel Nedvěd       |      |
| 9          | DEL        | Zlatan Ibrahimović |      |
| 17         | DEL        | David Trezeguet    | 103' |
| Entrenador | Entrenador | Fabio Capello      |      |

| 1          | POR        | Francesco Toldo      |      |
| 13         | DEF        | Zé María             | 59'  |
| 2          | DEF        | Iván Córdoba         |      |
| 23         | DEF        | Marco Materazzi      | 63'  |
| 16         | DEF        | Giuseppe Favalli     |      |
| 4          | MED        | Javier Zanetti       |      |
| 14         | MED        | Juan Sebastián Verón |      |
| 19         | MED        | Esteban Cambiasso    |      |
| 5          | MED        | Dejan Stanković      |      |
| 10         | DEL        | Adriano              |      |
| 30         | DEL        | Obafemi Martins      | 100' |
| Entrenador | Entrenador | Roberto Mancini      |      |

| 10 | DEL | Alessandro Del Piero | 73'  |
| 25 | DEL | Marcelo Zalayeta     | 103' |
| 18 | DEL | Adrian Mutu          | 111' |

| 8  | MED | David Pizarro | 59'  |
| 25 | DEF | Walter Samuel | 63'  |
| 20 | DEL | Álvaro Recoba | 100' |

| Anotado | 96' | Juan Sebastián Verón | 0–1 |

| Amonestado | 30'  | Patrick Vieira     |
| Amonestado | 62'  | Fabio Cannavaro    |
| Amonestado | 113' | Gianluca Zambrotta |

| Amonestado | 17' | Dejan Stanković      |
| Amonestado | 20' | Juan Sebastián Verón |
| Amonestado | 61' | Marco Materazzi      |
| Amonestado | 89' | Javier Zanetti       |
| Amonestado | 98' | Esteban Cambiasso    |

| Árbitro             | Massimo De Santis |
| Árbitros asistentes |                   |
|                     |                   |
| Cuarto Árbitro      |                   |

| 12         | POR        | Antonio Chimenti   |      |
| 17         | DEF        | Jonathan Zebina    | 111' |
| 6          | DEF        | Robert Kovač       |      |
| 28         | DEF        | Fabio Cannavaro    |      |
| 19         | DEF        | Gianluca Zambrotta |      |
| 16         | MED        | Mauro Camoranesi   | 73'  |
| 4          | MED        | Patrick Vieira     |      |
| 8          | MED        | Emerson            |      |
| 11         | MED        | Pavel Nedvěd       |      |
| 9          | DEL        | Zlatan Ibrahimović |      |
| 17         | DEL        | David Trezeguet    | 103' |
| Entrenador | Entrenador | Fabio Capello      |      |

| 1          | POR        | Francesco Toldo      |      |
| 13         | DEF        | Zé María             | 59'  |
| 2          | DEF        | Iván Córdoba         |      |
| 23         | DEF        | Marco Materazzi      | 63'  |
| 16         | DEF        | Giuseppe Favalli     |      |
| 4          | MED        | Javier Zanetti       |      |
| 14         | MED        | Juan Sebastián Verón |      |
| 19         | MED        | Esteban Cambiasso    |      |
| 5          | MED        | Dejan Stanković      |      |
| 10         | DEL        | Adriano              |      |
| 30         | DEL        | Obafemi Martins      | 100' |
| Entrenador | Entrenador | Roberto Mancini      |      |

| 10 | DEL | Alessandro Del Piero | 73'  |
| 25 | DEL | Marcelo Zalayeta     | 103' |
| 18 | DEL | Adrian Mutu          | 111' |

| 8  | MED | David Pizarro | 59'  |
| 25 | DEF | Walter Samuel | 63'  |
| 20 | DEL | Álvaro Recoba | 100' |

| Anotado | 96' | Juan Sebastián Verón | 0–1 |

| Amonestado | 30'  | Patrick Vieira     |
| Amonestado | 62'  | Fabio Cannavaro    |
| Amonestado | 113' | Gianluca Zambrotta |

| Amonestado | 17' | Dejan Stanković      |
| Amonestado | 20' | Juan Sebastián Verón |
| Amonestado | 61' | Marco Materazzi      |
| Amonestado | 89' | Javier Zanetti       |
| Amonestado | 98' | Esteban Cambiasso    |

| Árbitro             | Massimo De Santis |
| Árbitros asistentes |                   |
|                     |                   |
| Cuarto Árbitro      |                   |

| Supercopa de Italia              |
|                                  |
| Campeón Internazionale 2º título |